# Christella conspersa
Christella conspersa là một loài thực vật có mạch trong họ Thelypteridaceae. Loài này được (Schrad.) Á. Löve & D. Löve mô tả khoa học đầu tiên năm 1977.